# 1117 Reginita
1117 Reginita је астероид главног астероидног појаса са средњом удаљеношћу од Сунца која износи 2,247 астрономских јединица (АЈ).
Апсолутна магнитуда астероида је 11,9 а геометријски албедо 0,152.